# Somula decora
Somula decora là một loài ruồi trong họ Ruồi giả ong (Syrphidae). Loài này được Macquart mô tả khoa học đầu tiên năm 1847. Somula decora phân bố ở miền Tân bắc